# Liste des walis des régions du Maroc
La liste des walis des régions du Maroc s'appuie sur l'organisation du Maroc en régions, telle que formalisée par décret le 20 février 2015 ,. Le roi a ensuite nommé les walis des régions sur proposition du chef du gouvernement et à l’initiative du ministre de l’Intérieur,.

## Walis
| Région                    | Nom                 | Depuis (le)     |
| ------------------------- | ------------------- | --------------- |
| Tanger-Tétouan-Al Hoceïma | Younès Tazi         | 18 février 2019 |
| L’Oriental                | Khatib El Hebil     | 23 octobre 2024 |
| Fès-Meknès                | Mouaad Jamai        | 23 octobre 2024 |
| Rabat-Salé-Kénitra        | Mohamed El Yaacoubi | 18 février 2019 |
| Béni Mellal-Khénifra      | Mohamed Benribag    | 23 octobre 2024 |
| Casablanca-Settat         | Mohamed Mhidia      | 19 octobre 2023 |
| Marrakech-Safi            | Farid Chourak       | 19 octobre 2023 |
| Drâa-Tafilalet            | Essaid Zniber       | 23 octobre 2024 |
| Souss-Massa               | Saaïd Amzazi        | 23 octobre 2024 |
| Guelmim-Oued Noun         | Mohamed Najem Abhai | 25 juin 2017    |
| Laâyoune-Sakia El Hamra   | Abdeslam Bekrate    | 18 février 2019 |
| Dakhla-Oued Ed Dahab      | Ali Khalil          | 19 octobre 2023 |

## Note(s)
1. ↑  « Décret n°2.15.40 du 20 février 2015, fixant le nombre des régions, leurs dénominations, leurs chefs-lieux ainsi que les préfectures et provinces qui les composent, publié au Bulletin Officiel n° 6340 du 05 mars 2015 » qui entre en vigueur à la même date que le décret prévu à l'article 77 de la loi organique n°59_11 relative à l'élection des membres des conseils des collectivités territoriales
2. ↑  « Maroc : voici les 12 nouvelles régions », Bladi.net,‎ 7 février 2015 (lire en ligne)
3. ↑  « SM le Roi a procédé à la nomination les Walis des régions », La Vie éco,‎ 14 octobre 2015 (lire en ligne)
4. ↑  « Régions : qui sont les "nouveaux" walis de sa majesté au Maroc? », H24info,‎ 18 octobre 2015 (lire en ligne)